# جورج باتشيلور
جورج باتشيلور (بالإنجليزية: George Batchelor)‏ (و. 1920 – 2000 م) هو رياضياتي، وفيزيائي من أستراليا . ولد في ملبورن.
وكان عضواً في الجمعية الملكية، والأكاديمية الأمريكية للفنون والعلوم .
توفي في كامبريدج ، عن عمر يناهز 80 عاماً.

## التعليم
تعلم في جامعة كامبريدج، وMelbourne High School ‏

## جوائز
حصل على جوائز منها:
- ميدالية تيموشينكو (1988)
- زمالة الجمعية الملكية
- قلادة ملكية.